# Parcelación
Parcelación es la división simultánea o sucesiva de terrenos en dos o más nuevas parcelas independientes, o cuotas indivisas de los mismos. Si esta división se realiza con el fin manifiesto o implícito de urbanizarlos o edificarlos total o parcialmente se trata de una parcelación urbanística. En este caso los lotes o parcelas resultantes presentan dimensiones, cerramientos, accesos u otras características similares a las propias de las parcelas urbanas.

## Parcelación incontrolada
En 1948 se publica el número 1 del boletín Gran Madrid incluyendo un trabajo titulado Ordenación General de suburbios, donde su autor expone el defectuoso sistema de control que había permitido la parcelación incontrolada e incongruente más allá de los límites fijados para los ordenados ensanches.
Madrid, finalizada la guerra civil española experimenta un importante crecimiento sin que las autoridades fueran capaces de controlar y dirigir. Numerosos inmigrantese abandonaban el campo para instalarse en la ciudad.

"...Y al esbozar allí mismo una estrategia programática para acometer ordenadamente la redención, aparece destacada, por vez primera, la idea de que sea la propia Administración la que se haga cargo de la organización de unos terrenos destinados a la construcción de viviendas modestas..."
Fernando de Terán, página 319.

Según el informe Nuestro Futuro Común, más conocido como el Informe Brundtland (1987), Desarrollo Sostenible es “aquel que satisface las necesidades de la generación presente sin comprometer la capacidad de las generaciones venideras para atender a sus propias necesidades”. El concepto de Desarrollo Sostenible supone el reconocimiento de la necesidad de lograr una armonía entre economía, medio ambiente y sociedad e implica la búsqueda de fórmulas de equilibrio, precisando cambios a todos los niveles, desde los institucionales hasta los personales.
Aunque, a priori, puedan parecer conceptos inconexos, el Urbanismo tiene mucho que ver con el Desarrollo Sostenible. Y es que, el crecimiento urbanístico que están experimentando las ciudades en las que vivimos requiere de la aplicación de medidas de control que garanticen la calidad de vida de los ciudadanos, además de evitar la aparición de crecimientos ilegales. Por eso, la ordenación urbanística de las ciudades afecta por igual a todos los vecinos, ya que es una variable que incide directa y gravemente en el entorno natural en el que nos desenvolvemos.
La proliferación de construcciones ilegales en terrenos rústicos a finales de los años sesenta afecta de manera directa a la sostenibilidad ecológica, dado que genera desequilibrios notables entre espacios debidamente urbanizados y zonas en las que abundan las infraviviendas y en las que la ausencia de infraestructuras originan problemas de salubridad, prestación de servicios e, incluso, de seguridad.

## Parcelación ilegal
El crecimiento del suburbio se realiza mediante la parcelación buscando los propietarios de suelo el mayor rendimiento posible a sus parcelas. Para frenar esta dinámica surge la pretensión del dominio del suelo por la comunidad que más adelante Pedro Bidagor Lasarte va a enunciar organizando su instrumentación. El objetivo es doble frenar la especulación inmobiliaria y dominio de las plusvalías por parte de la Administración.
En 1948 el dictador Francisco Franco promulgar la Ley de Ordenación Urbana de Madrid cuyos trabajos se habían desarrollado por Blas Pérez González, Ministro de la Gobernación.

"...Si no se llega a establecer un mecanismo adecuado, jurídico y financiero, para vencer la codicia del especulador, todos los esfuerzos ordenadores se diluirán, y la anarquía volverá a imperar, con manifiesto daño del bien general y, muy particularmente, de las gentes modestas...
Presentación del Plan General de Madrid de 1953.

## Ley del Suelo de España
Con este carácter simplificador y reduccionista se inicia en España una línea de interpretación de los fenómenos económicos y un esbozo doctrinal, cuyo protagonismo lo asume la parcelación urbanística, causante de la transmutación del precio del suelo. Hay que conseguir declarar ilegal la parcelación y así se hará, primero en el Anteproyecto y luego en la propia Ley del Suelo.
Todo este extenso mecanismo legal, que irá ampliándose en años sucesivos, busca frenar la especulación con el sano objetivos de abaratar los costes de urbanización. Sin embargo resulta discutible que una entidad urbanizadora vaya a obtener repercusiones de suelo por un precio inferior a su valor real, que lo señala el mercado.
Al ser ilegal la parcelación solo cabe edificar sobre suelo urbanizado por la propia Administración, o por particulares conforme a los nuevos mecanismos legales: 

"... El dedo acusador señalaba siempre a los propietarios de los terrenos, en abstracto, como a entes perversos y desconocidos, ocultos en la sombra, cuando en realidad empezaban a ser bien visibles en su constante actividad y diálogo con la Administración y empezaban también a ser los más importantes agentes del desarrollo económico y del desarrollo urbanístico, a los cuales hacía mucho tiempo que habían dejado paso los iniciales propietarios del suelo rústico..."
Fernando de Terán, página 321.

Como regla general en suelo rústico están prohibidas las parcelaciones urbanísticas.

## Suelo rústico de asentamiento irregular
Conferidas en España las competencias sobre urbanismo y ordenación del territorio a las comunidades autónomas aparece en castilla y León una categoría de suelo rural conocida como suelo rústico de asentamiento irregular formado los terrenos que hayan sido objeto de parcelación urbanística u ocupación por la edificación mediante procesos ajenos al marco normativo vigente en su momento.

## Licencia de parcelación
Toda parcelación, división o segregación de terrenos precisa licencia urbanística, que sólo podrá otorgarse si las fincas resultantes reúnen las características exigidas por la legislación urbanística aplicable y el planeamiento territorial y urbanístico.
Asimilado a este concepto está la enajenación, sin división ni segregación, de participaciones indivisas a las que se atribuya el derecho de utilización exclusiva de porción o porciones concretas de la finca, así como a la constitución de asociaciones o sociedades en las que la cualidad de socio incorpore dicho derecho.
Las solicitudes de licencia de parcelación deben adjuntar planos a escala adecuada de la situación y superficie de los terrenos que se pretenden dividir o segregar y de las parcelas resultantes.